# Narcisse Théophile Patouillard
Pour les articles homonymes, voir Patouillard.
Narcisse Théophile Patouillard est un pharmacien et un mycologue français né le 2 juillet 1854 à Macornay et mort le 30 mars 1926 à Paris.

## Biographie
Né dans une famille de modestes agriculteurs, le jeune Narcisse Patouillard se passionne pour les sciences naturelles à partir de l'âge de dix ans, collectionnant les insectes, les plantes et les minéraux. Contraint d'interrompre ses études secondaires au lycée de Lons-le-Saunier, il entre en 1869 aux services télégraphiques du Jura puis de Paris. En 1872, il réussit un stage à Bletterans (Jura) qui lui permet de travailler au Laboratoire des Hautes-Études du Muséum national d'histoire naturelle. C'est là, avec l'aide cordiale des botanistes de cette institution, que s'affirmera sa vocation et sa décision de se consacrer à l'étude des champignons.
Mais il lui faut survivre, car il n'a pas de famille aisée pour subvenir à ses besoins. Pour cela, il obtient le diplôme de pharmacien de 2e classe en 1879 à Besançon puis, dispensé de baccalauréat, s'inscrit en 1883 à la faculté de pharmacie de Paris pour obtenir le diplôme de pharmacien de 1re classe en mars 1884 avec une thèse intitulée : « Des Hyménomycètes au point de vue de leur structure et de leur classification ».
En 1884, il est un des quinze pharmaciens fondateurs de la Société mycologique de France, dont il sera le troisième président, à la suite de Quélet et de Boudier, en 1891 et 1892, puis le président honoraire à la séance du 8 décembre 1892.
En 1885, il obtient le prix Montaigne, décerné par l'Académie des sciences pour ses Tabulae analyticae fungorum: Descriptions et analyses microscopiques des champignons nouveaux, rares ou critiques, publiés en sept fascicules de 1883 à 1889.
Pharmacien d'officine pendant plus de quarante ans, il exerce à Poligny de 1881 à 1884, à Fontenay-sous-Bois de 1884 à 1885, puis à Paris de 1886 à 1898 et, enfin, à Neuilly à partir de 1898. De 1893 à 1900, il exerce les fonctions de préparateur de la chaire de Cryptogamie de l'école supérieure de pharmacie de Paris, ce qui lui permet de préparer sa thèse pour le doctorat de l'université de Paris (École supérieure de pharmacie) « Essai taxonomique sur les familles et les genres des Hyménomycètes » (1900) portant sur la classification des Basidiomycètes.
En 1920, il devient membre honoraire de la British Mycological Society. En 1922, renonçant aux fonctions de préparateur afin de se consacrer pleinement à ses recherches, il est nommé assistant de la chaire de Cryptogamie du Muséum, mais meurt en 1926. En 1968, près de trois mille de ses planches de notes, dessins et aquarelles de grande précision furent léguées par sa fille à la chaire de cryptogamie du Muséum.
À la différence de celle de son confrère Émile Boudier, l'œuvre scientifique de Narcisse Patouillard reste peu connue, mais les mycologues lui rendent hommage à leur manière : la plupart des taxons de Patouillard sont toujours valides après plus d'un siècle, prouvant la pertinence de sa taxinomie. Lorsque l'université américaine de Harvard à Cambridge fait l'acquisition de toute la partie de son herbier, antérieure à 1905, le Muséum reconnut cette pertinence et intégra le reste de sa collection dans l'herbier général du Muséum situé dans la galerie de Botanique. 
Le 26 septembre 1976, une cérémonie mémorielle eut lieu en son honneur, à l'initiative de la Société mycologique de France, dans sa commune natale de Macornay : une plaque y fut apposée.

## Œuvre
Narcisse Patouillard était très travailleur sur le plan qualitatif (précision des descriptions et pertinence des définitions) et quantitatif (près de 250 publications). Sa grande connaissance des milieux tropicaux est attestée par plus d'une centaine de travaux consacrés aux champignons du Brésil, Chili, Argentine, Mexique, Costa Rica, Cuba, Venezuela, Équateur, Guyane, Louisiane, Guadeloupe, Martinique, Algérie, Tunisie, Congo, Chine, Tibet, Tonkin, Indes, Java, Japon, Philippines, îles Gambier et Nouvelle-Calédonie.
Ces nombreux matériaux extra-Européens, qu'il a très précisément décrits et figurés, et ses remarquables analyses microscopiques lui permettent de proposer une nouvelle classification des Basidiomycètes, qu'il divise en Hétérobasidiés et Homobasidiés, eux-mêmes divisés en fonction de leur hyménium en Angiocarpes, Hémiangiocarpes et Gymnocarpes, utilisée dans le monde durant tout le XXe siècle. La pertinence de ses vues fut confirmée par les analyses cytologiques, chimiques et biologiques des mycologues modernes, notamment l'indépendance du groupe des Polypores vrais identifié par Patouillard, ainsi que leur parenté avec les Lentins.

Georges Becker, dans sa Petite histoire de la Mycologie appréciait Patouillard ainsi : 
« Ce qu'on appelle la Mycologie moderne a dû son essor à un très grand esprit : Narcisse Patouillard. Ce Jurassien obstiné, dont les connaissances n'étaient peut-être pas plus étendues que celles de ses contemporains, avait sur eux une supériorité incontestable : la largeur de l'intelligence.  Je veux dire qu'il ne négligeait rien et n'avait aucune idée préconçue. Paul Valéry, dans Eupalinos, prétend qu'il n'y a pas de détails en architecture. Pour Patouillard, il n'y avait pas de détails en Mycologie. Il a examiné avec patience les éléments les plus négligés des champignons : poils, cystides, écailles, cuticule, lacticifères et en a tiré des conclusions qui ont bouleversé toutes les idées admises. Il est le premier à avoir compris les Bolets. Il a débrouillé le chaos des Tomentelles, des Auriculaires, des Stéréums. Il a expliqué les mystérieux Ptychogasters. Il a épuisé les Lépiotes, il a classé les Polypores, inventé quantité d'espèces et de genres aujourd'hui évidents. Sa mort, en 1926, a été ressentie comme une perte irréparable ».

### Principales publications
- Doassans, J.E. & Patouillard, N. (1883). Les Champignons figurés et desséchés : Tome 1-2, Paris 1882, 1883.
- Patouillard, N. (1883). Les Champignons comestibles et vénéneux de la flore du Jura. Poligny ; J. Gindre.
- Patouillard, N. (1883). Tabulae Analyticae Fungorum. Descriptions et Analyses Microscopiques des Champignons Nouveaux, Rares ou Critiques, fasc. 1, 232 p. ; ill. n&b, Poligny, France ; Jules Gindre impr.
- Patouillard, N. (1885). Tabulae Analyticae Fungorum. Descriptions et Analyses Microscopiques des Champignons Nouveaux, Rares ou Critiques, Ser.I, fasc. 4 : 137-180, 32 tabs [nos 301-400]. Poligny, France ; Jules Gindre impr.
- Patouillard, N. (1886). Champignons parasites des phanérogames exotiques. Revue Mycologique, Toulouse 8 : 80-85, 1 plate.
- Patouillard, N. (1886). Tabulae analyticae fungorum. Ser.I, fasc. 5 : 181-232, pl. 129-160, Poligny, France ; Jules Gindre impr.
- Patouillard, N. (1886). Quelques champignons de la Chine, récoltés par le père Delavay dans la province du Yunnam. Revue Mycol., Toulouse 8 : 179-182.
- Patouillard, N. (1887). Contribution à l’étude des champignons extra-européens. Bulletin de la Société Mycologique de France 3 : 119-131.
- Patouillard, N. (1887). Note sur quelques champignons de l’herbier du Muséum d’Histoire Naturelle de Paris. Journal de Botanique 1 : 169-[170].
- Patouillard, N. (1887). Les Hyménomycètes d’Europe. Anatomie et Classification des Champignons Supérieurs (Matériaux pour l’Histoire des Champignons. I). 166 pp., 4 tableaux. Paul Klincksieck, Paris, 1887.
- Patouillard, N. (1888). Quelques espèces nouvelles ou peu connues de champignons extra-européens. Journal de Botanique 2 (9) : 149.
- Patouillard, N. & Gaillard, A. (1888). Champignons du Venezuela et principalement de la région du Haut-Orénoque, récoltés en 1887 par M. A. Gaillard. Bull. Soc. Mycol. France 4 (1) : 7-46.
- Patouillard, N. & Gaillard, A. (1888). Champignons du Venezuela et principalement de la région du Haut-Orénoque, récoltés en 1887 par M. A. Gaillard. Bull. Soc. Mycol. France 4 (2) : 92-129, 3 planches.
- Patouillard, N. & Gaillard, A. (1888, publ. 1889). Champignons du Venezuela et principalement de la région du Haut-Orénoque, récoltés en 1887 par M. A. Gaillard (suite). Bul. Soc. Mycol. France 4 (3) : 92-129.
- Patouillard, N. (1889) Fragments mycologiques : Notes sur quelques champignons de la Martinique, Journal de Botanique 3 : 335-343.
- Patouillard, N., (1889), Tabulae analyticae fungorum, fasc. 7.
- Patouillard, N. (1889, publ. 1890). Le genre Ganoderma. Bull. Soc. Mycol. France 5 (11) : 64-80.
- Patouillard, N. (1890). Sur la place du genre Favolus. Bull. Soc. Mycol. France 6 : XIX-XXI.
- Patouillard, N. (1890). Contributions a la flore mycologique du Tonkin (fin). Journal de Botanique 4 : 61-67, 1 plate.
- Patouillard, N. & Lagerheim, G. von (1891). Champignons de l’Équateur. Pugillus I. Bull. Soc. Mycol. France 7 : 158-184, 2 planches XI-XII.
- Patouillard, N. (1891). Contributions a la flore mycologique du Tonkin. Journal de Botanique 19 : 313-321.
- Patouillard, N. (1892). Champignons nouveaux extra-Européens. Bull. Soc. Mycol. France 8 : 46-56, 1 plate.
- Patouillard, N. (1892). Une clavariée entomogène. Revue Mycologique (Toulouse) 14 : 67-70.
- Lagerheim, G. de & Patouillard, N. (1892) Sirobasidium, nouveau genre d'Hyménomycètes hétérobasidiés, Journal de Botanique Morot 6 : 465-469.
- Boudier, J.L.É. & Patouillard, N.T. (1892). Description de deux nouvelles espèces de Gymnoascus de France. Bull. Soc. Mycol. France 8 : 43-45, 1 planche.
- Patouillard, N. & Lagerheim, G. von (1892). Champignons de l’Équateur. Pugillus II. Bull. Soc. Mycol. France 8 (2) : 113-140, 2 planches XI-XII.
- Patouillard, N. & Lagerheim, G. de (1893). Champignons de l’Équateur. Pugillus III. Bull. Soc. Mycol. France 9 : 124-165, 3 planches VIII-X.
- Patouillard, N. (1893). Quelques champignons asiatiques nouveaux ou peu connus. Bulletin de l'Herbier Boissier 1 : 300-303.
- Patouillard, N. (1893). Quelques champignons du Thibet. J. Bot. Morot 7 : 343-344.
- Patouillard, N. & Hariot, P. (1893). Fungos aliquot novos in regione Congoana collectos. Bull. Soc. Mycol. France 9 : 206-211, 4 planches.
- Patouillard, N. (1894). Les Terfez de la Tunisie. J. Bot. Morot 8 : 153-156.
- Patouillard, N. (1894). Espèces critiques d’Hyménomycètes. Bull. Soc. Mycol. France 10 (2) : 75-81.
- Patouillard, N. (1894). Asterodon, nouveau genre de la famille des Hydnacées. Bull. Soc. Mycol. France 10 : 129-130.
- Patouillard, N. & Lagerheim, G. von (1895). Champignons de l’Équateur. Pugillus IV. Bulletin de l'Herbier Boissier 3 (1) : 53-74, 1 planche II.
- Patouillard, N. & Lagerheim, G. de (1895). Champignons de l’Équateur. Pugillus V. Bull. Soc. Mycol. France 11 : 205-234.
- Patouillard, N. (1896). Champignons nouveaux ou peu connus. Bull. Soc. Mycol. France 12 : 132-136, 1 planche.
- Patouillard, N. (1897). Énumération des champignons récoltés à Java par M. Massart. Annales du Jardin Botanique de Buitenzorg Supplément 1 : 107-127, 2 planches.
- Patouillard, N. (1897). Additions au catalogue des champignons de la Tunisie. Bull. Soc. Mycol. France 13 : 197-216, 1 planche.
- Patouillard, N. (1897). Catalogue raisonné des plantes cellulaires de la Tunisie. I-XXIV, 1-158. Paris ; Imprimerie Nationale.
- Patouillard, N. (1898). Quelques champignons nouveaux récoltés au Mexique par Paul Maury. Bull. Soc. Mycol. France 14 : 53-57, 1 planche.
- Patouillard, N. (1898). Champignons nouveaux ou peu connus. Bull. Soc. Mycol. France 14 : 149-156.
- Patouillard, N. (1898). Quelques champignons de Java. Bull. Soc. Mycol. France 14 : 182-198.
- Patouillard, N. (1900). Champignons de la Guadeloupe. Bull. Soc. Mycol. France 16 : 175-188.
- Patouillard, N. (1900). Essai taxonomique sur les familles et les genres des Hyménomycètes (Thèse pour l'obtention du diplôme de Docteur de l'Université de Paris, École Supérieure de Pharmacie), 184 pp., fig. Lons-le-Saunier ; Declume.
- Patouillard, N. (1901). Champignons Algéro-Tunisiens nouveaux ou peu connus. Bull. Soc. Mycol. France 17 : 182-188, 2 planches.
- Patouillard, N. (1902). Champignons Algéro-Tunisiens nouveaux ou peu connus (suite). Bul. Soc. Mycol. France 18 : 47-53.
- Patouillard, N. (1902). Champignons de la Guadeloupe, recueillis par le R.P. Duss. Bull. Soc. Mycol. France 18 (2) : 171-186.
- Patouillard, N. (1902). Description de quelques champignons extra-européens. Bull. Soc. Mycol. France 18 : 300-304, 1 planche.
- Patouillard, N. (1903). Additions au catalogue des champignons de la Tunisie. Bull. Soc. Mycol. France 19 (3) : 254-261.
- Patouillard, N. (1904). Description des quelques champignons nouveaux des Iles Gambier. Bulletin Trimestriel de la Société Mycologique de France 20 : 135-138, 1 fig.
- Patouillard, N. & Hariot, P. (1905). Fungorum novorum. Decas prima. Bull. Trim. Soc. Mycol. France 21(2) : 84-86, 1 planche.
- Patouillard, N. (1908). Champignons nouveaux ou peu connus. Bull. Trim. Soc. Mycol. France 24 : 1-12, fig.
- Patouillard, N. & Hariot, P. (1908). Fungorum novorum. Decas secunda. Bull. Trim. Soc. Mycol. France 28 : 280-284, 1 planche.
- Patouillard, N. & Hariot, P. (1908). Fungorum novorum. Decas tertia. Bull. Trim. Soc. Mycol. France 28 : 280-284, 1 planche.
- Hariot, P. & Patouillard, N. (1911). Collections recueillies par M. A. Chevalier au Congo français. Les champignons de la région Chari-Tchad. Bulletin du Muséum National d’Histoire Naturelle (Paris) 17 (5) : 364-370.
- Patouillard, N. (1912). Quelques champignons du Costa Rica. Bull. Trim. Soc. Mycol. France 28 : 140-143.
- Patouillard, N. & Hariot, P. (1912). Fungorum novorum. Decas quarta. Bull. Trim. Soc. Mycol. France 28 : 280-284, 1 planche.
- Patouillard, N. (1913). Quelques champignons de Tonkin. Bull. Trim. Soc. Mycol. France 29 : 206-228.
- Patouillard, N. (1914). Quelques champignons du Congo. Bull. Trim. Soc. Mycol. France 30 : 336-346, 1 planche.

### Principaux taxons publiés par Patouillard

#### Genres
- Guepiniopsis Pat. (Dacrymycetaceae), Tabl. analyt. Fung. France (Paris) 1 : 27 (1883)
- Hirsutella Pat. (Clavicipitaceae, Hypocreales) , Revue mycol., Toulouse 14 : 67 (1892)
- Lacrymaria Pat., Hyménomyc. Eur. (Paris) : 122 (1887)
- Leucocoprinus Pat., J. Bot. Morot 2 : 16 (1888)
- Melanoleuca Pat., Catalogue Raisonne des Plantes Cellulaires de la Tunisie (Paris) : 22 (1897)
- Nevrophyllum Pat., in Doassans, J.E. & Patouillard, N., Revue mycol., Toulouse 8(29) : 26 (1886).
- Phaeolus (Pat.) Pat., Essai Tax. Hymén. (Lons-le-Saunier) : 86 (1900)
- Septobasidium Pat. (Septobasidiaceae, Urediniomycetes), J. Bot. Morot 6 : 63 (1892)
- Sirobasidium Pat. (Sirobasidiaceae, Tremellales), in Lagerheim, D. de & Patouillard, N. Sirobasidium, nouveau genre d’Hyménomycètes hétérobasidiés. J. Bot. Morot 6 : 465-469 (1892)
- Spongipellis Pat., Hyménomyc. Eur. (Paris) : 140 (1887)

#### Espèces décrites
- Aleurodiscus disciformis (Fries) Patouillard 1894
- Amauroderma subrugosum (Bresadola & Patouillard) Torrend
- Ascobolus demangei Patouillard
- Bovistella radicata (Durrieu & Montagne) Patouillard
- Bovistella yasudae (Durrieu & Montagne) Patouillard
- Coprinus auricomus Patouillard
- Cordyceps aspera Patouillard 1893
- Cordyceps lacroixii Hariot & Patouillard 1904
- Crinipellis stipitaria (Fries : Fries) Patouillard
- Crinipellis zonata (Peck) Patouillard
- Cyphella albissima Patouillard & Doassau 1886
- Cyphella albomarginata Patouillard 1885
- Cyphella anomala (Persoon : Fries) Patouillard 1900
- Cyphella candida (Persoon : Fries) Patouillard 1900
- Cyphella capula var. flavescens Patouillard 1883
- Cyphella carnea Patouillard 1923
- Cyphella chromospora Patouillard 1883
- Deflexula fascicularis (Bresadola & Patouillard) Corner
- Ganoderma applanatum (Persoon: Wallroth) Patouillard
- Ganoderma boninense Patouillard
- Ganoderma carnosum Patouillard
- Helicogloea lagerheimii Patouillard 1892
- Helvella phlebophora Patouillard & Doassau 1886
- Hydnobolites cerebriformis var. mougeotii Patouillard
- Inocybe obscura var. rufa Patouillard
- Lepiota cepaestipes (Sowerby: Fries) Patouillard
- Lepista flaccida (Sowerby : Fries) Patouillard
- Lepista inversa (Scopoli) Patouillard
- Leucocoprinus cepistipes (Sowerby : Fries) Patouillard 1889
- Leucocoprinus fragilissimus (Ravenel) Patouillard
- Lilliputia gaillardii Boudier & Patouillard
- Marasmius leveilleanus (Berkeley) Patouillard
- Melanoleuca brevipes (Bulliard : Fries) Patouillard
- Melanoleuca grammopodia (Bulliard : Fries) Patouillard
- Melanoleuca humilis (Persoon : Fries) Patouillard
- Multiclavula asterospora Patouillard
- Phaeangium lefebrurei Patouillard
- Phaeolus schweinitzii (Fries) Patouillard
- Phellinus contiguus (Fries) Patouillard
- Phellinus ferruginosus (Schrader : Fries) Patouillard
- Phellinus gilvus (Schweinitz : Fries) Patouillard
- Podoscypha multizonata (Berkeley & Broome) Patouillard 1928
- Polyporus rhizophilus Patouillard 1894
- Russula congoana Patouillard 1914
- Sarcodon fuligineoviolaceus (Kalchbrenner) Patouillard
- Sarcodon joeides (Passerini) Patouillard
- Spongipellis spumeus (Sowerby : Fries) Patouillard 1900
- Stephanospora caroticolor (Berkeley) Patouillard
- Tirmania ovalispora Patouillard
- Typhula corallina Quélet & Patouillard 1883

## Taxons dédiés à Patouillard
Le plus connu est le vénéneux Inocybe de Patouillard : Inocybe patouillardii Bres. [s.n. « patouillardi »], Annales Mycologici 3(2): 161 (1905).
Un genre lui fut dédié par Carlo Luigi Spegazzini (1858-1926) :
- Patouillardiella Speg., Boletín de la Academia Nacional de Ciencias de Córdoba 11: 620 (1889)

Autres espèces, la plupart de mycologues étrangers, témoignant de son prestige international :
- Claviceps patouillardiana Henn. (1899) ; Clavicipitaceae
- Boletus patouillardii Singer (1947) ; Boletaceae
- Buellia patouillardii (Hue) Zahlbr. ; Physciaceae
- Camillea patouillardii Laessøe, J.D. Rogers & Whalley (1989) ; Xylariaceae
- Cantharellus patouillardii Sacc. (1891) ; Cantharellaceae
- Catacauma patouillardii Theiss. (1920), (= Vestergrenia multipunctata) ; Dothideaceae
- Cercospora patouillardii Sacc. & D. Sacc. ; Anamorphe Mycosphaerella
- Ceriosporella patouillardii (Letendre) Berl. (1894) ; Halosphaeriaceae
- Clavaria patouillardii Bres. (1892), (= Lentaria patouillardii) ; Gomphaceae
- Collybia patouillardii Sacc. & P. Syd. (1899) ; Tricholomataceae
- Coprinus patouillardii Quél. (1884) ; Agaricaceae
- Crinipellis patouillardii Singer (1943) ; Tricholomataceae
- Dimerina patouillardii Theiss. ; Pseudoperisporiaceae
- Diplodina patouillardii Sacc. & P. Syd. ; Anamorphe Cryptodiaporthe
- Fusarium patouillardii Sacc. ; Anamorphe Gibberella
- Gymnoconia patouillardii Trotter, (= Joerstadia patouillardii) ; Phragmidiaceae
- Hexagonia patouillardii Beeli (1927), (= Echinochaete brachypora) ; Polyporaceae
- Hirsutella patouillardii Koval (1977) ; Anamorphe Cordyceps
- Humaria patouillardii Gillet & Sacc. ; Pyronemataceae
- Inocybe patouillardii Bres. (1905), (= Inocybe erubescens) ; Cortinariaceae
- Inonotus patouillardii (Rick) Imazeki (1943) ; Hymenochaetaceae
- Joerstadia patouillardii (Trotter) Gjaerum & Cummins (1982) ; Phragmidiaceae
- Lecidea patouillardii'' Hue ; Lecideaceae
- Lembosia patouillardii Sacc. & P. Syd. (1891) ; Asterinaceae
- Lentaria patouillardii (Bres.) Corner (1950) ; Gomphaceae
- Lepiota patouillardii Sacc. & Trotter (1912), (= Lepiota brunneoincarnata) ; Agaricaceae
- Marasmiellus patouillardii (Sacc. & P. Syd.) Zhu L. Yang (2000) ; Marasmiaceae
- Marasmius patouillardii Sacc. & P. Syd. (1899) ; Marasmiaceae
- Meliola patouillardii Gaillard (1892) ; Meliolaceae
- Merulius patouillardii (Sacc.) Kuntze (1898) ; Meruliaceae
- Mycosphaerella patouillardii (Sacc.) anon. (1970) ; Mycosphaerellaceae
- Odontia patouillardii Sacc. & P. Syd. (1899) ; Steccherinaceae
- Phoma patouillardii Sacc. (1892) ; Anamorphe Leptosphaeria
- Phyllosticta patouillardii Sacc. & D. Sacc. ; Anamorphe Guignardia
- Pistillina patouillardii Quél. (1883), (= Typhula capitata) ; Typhulaceae
- Polyporus patouillardii Lloyd (1915) ; Polyporaceae
- Polyporus patouillardii Rick (1928), (= Inonotus patouillardii) ; Hymenochaetaceae
- Polystictus patouillardii Rick (1907), (= Inonotus patouillardii) ; Hymenochaetaceae
- Pseudoneottiospora patouillardii Nag Raj (1993) ; Anamorphe Ascomycetes
- Russula patouillardii Singer (1935) ; Russulaceae
- Sclerotium patouillardii Sacc. & P. Syd. ; Typhulaceae
- Septobasidium patouillardii Burt ; Septobasidiaceae
- Septoria patouillardii Sacc. & P. Syd. (1899) ; Anamorphe Mycosphaerella
- Sphaerella patouillardii Sacc. (1891) ; Mycosphaerellaceae
- Trametes patouillardii Trotter (1925) ; Polyporaceae
- Tremella patouillardii Syd. ; Tremellaceae
- Typhula patouillardii'' (Quél.) Corner (1950) ; Typhulaceae
- Xanthochrous patouillardii Rick (1933) ; Hymenochaetaceae
- Xylaria platypoda var. patouillardii (P. Joly) J.D. Rogers (1988) ; Xylariaceae
- Xylosphaera platypoda var. patouillardii P. Joly (1968) ; Xylariaceae.